# Sobocka Wieś
Sobocka Wieś [pronunciación en polaco: /sɔˈbɔt͡ska ˈvjɛɕ/] es un pueblo ubicado en el distrito administrativo de Gmina Bielawy, dentro del Distrito de Łowicz, Voivodato de Łódź, en Polonia central. Se encuentra aproximadamente a 14 kilómetros al oeste de Łowicz y a 40 kilómetros al noreste de la capital regional Łódź.